# 栄町市場

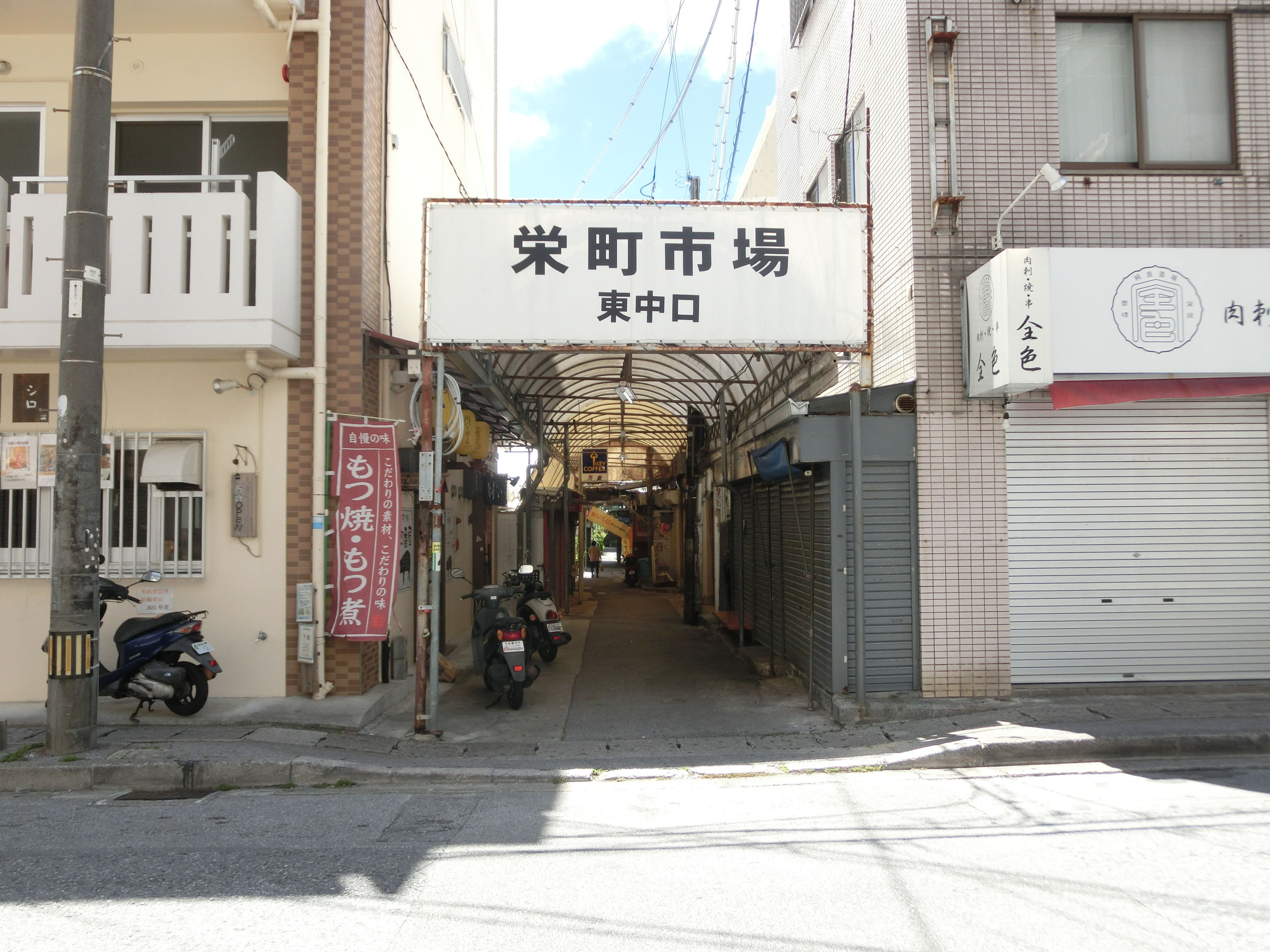
栄町市場

栄町市場（さかえまちいちば）は、沖縄県那覇市安里388にある市場。1955年に商業地造成計画の一環として設立された。現在約150店舗が店を構えている。

## 交通機関
ゆいレール安里駅より徒歩2分 